# Dušan Majer
Dušan Majer (* 16. března 1987 Jihlava) je český publicista a popularizátor kosmonautiky, šéfredaktor webu o kosmonautice Kosmonautix.cz a autor pořadů Vesmírné výzvy a Dobývání vesmíru, které vycházely na internetové televizi Stream.cz a později na MALL.TV. Na YouTube vydává pořady Vesmírné starty, Vesmírná technika a Vesmírné zprávy.

## Život
Studoval soukromé osmileté gymnázium v Jihlavě, které zakončil maturitou z českého a německého jazyka, chemie a biologie. O rok později začal pracovat jako redaktor v regionální televizi RTA. V roce 2008 si vedl soukromý internetový blog, na který dával příspěvky ze všech možných témat, jako třeba hokejové i fotbalové turnaje, hudba atd. Na podzim roku 2008 začal psát na blog tzv. Postřehy, krátké články na různá témata. Když jednou přemýšlel nad tématem pro další postřeh, zjistil že má startovat raketoplán Endeavour. To prý spustilo jeho touhu po kosmonautice a začal se jí věnovat naplno. Natočil první díl Vesmírných výzev a založil internetové diskusní fórum, které má dnes přes 1500 registrovaných uživatelů. V září 2012 založil internetový blog, který byl na přehlídce Academia film Olomouc 2014 označen za nejlepší Blog popularizující vědu. V roce 2011 byl kontaktován Lukášem Záhořem, jestli by nemohl mít na internetové televizi Stream.cz video týdeník o kosmonautice. Souhlasil a v září 2011 vyšel první díl pořadu Dobývání vesmíru, který měl k roku 2016 přes 29 miliónů zhlédnutí.
Dušan Majer je svobodný.

## Ocenění
Za svoji činnost obdržel několikrát cenu Akademie věd České republiky za popularizaci vědy. V květnu roku 2020 bylo oznámeno, že obdrží v listopadu téhož roku medaili Kraje Vysočina. V červnu roku 2021 proběhlo opožděné předání Dřevěné medaile Kraje Vysočina.